# 雪の降る街/冬のダイヤモンド
「雪の降る街／冬のダイヤモンド」（ゆきのふるまち／ふゆのダイヤモンド）は、Aimerの3枚目のシングル。2012年2月23日にDefSTAR RECORDSから発売された。

## 概要
「冬」をテーマにした3曲入りコンセプトシングル。初回仕様限定盤は星屑トレイ・ペーパーカッティングジャケット仕様。中島美嘉「ORION」 のカバーは、アルバム『Your favorite things』から収録。

## 収録曲
1. 雪の降る街 (4:02)
作詞：aimerrhythm　作曲：黒田晃太郎　編曲：玉井健二、釣俊輔
2. 冬のダイヤモンド (5:58)
作詞：aimerrhythm　作曲：飛内将大　編曲：玉井健二、飛内将大
3. ORION (5:42)
作詞・作曲：百田留衣　編曲：玉井健二、古川貴浩

## 参加ミュージシャン
- Gomes - ピアノ（M1）
- 釣俊輔 - プログラミングと楽器演奏 （M1）
- 飛内将大 - プログラミングと楽器演奏 （M2）
- 古川貴浩 - プログラミングと楽器演奏 （M3）

## 制作クレジット
- エグゼクティブ・プロデューサー - 小林和之、玉田勝吾、玉井健二
- Directed & Organized - 鳥巣亮太、森岡英貴、梶原洋平 (agehasprings)
- レコーディング＆ミキシング・エンジニア - 熊坂敏 (M-1, 2)、森真樹 (M-3)
- マスタリング・エンジニア - 茅根裕司
- アート・ディレクション＆デザイン - 松田剛
- アシスタント・デザイン - Mio Yokota

## リリース日一覧
| 地域 | リリース日     | レーベル        | 規格                   | カタログ番号  | 備考                |
| ---- | -------------- | --------------- | ---------------------- | ------------- | ------------------- |
| 日本 | 2012年2月22日  | DefSTAR RECORDS | デジタル・ダウンロード | 30227283      | レコチョク          |
| 日本 | 2012年2月23日  | DefSTAR RECORDS | 12cmCD                 | DFCL 1881     |                     |
| 日本 | 2012年11月7日  | DefSTAR RECORDS | デジタル・ダウンロード | 576289838     | iTunes Store        |
| 日本 | 2012年12月20日 | DefSTAR RECORDS | デジタル・ダウンロード | 4562104049317 | mora AAC-LC 320kbps |
| 日本 | 2014年4月1日   | DefSTAR RECORDS | デジタル・ダウンロード | 30227283      | レコチョク          |
| 日本 | 2014年4月1日   | DefSTAR RECORDS | デジタル・ダウンロード | 4562104049317 | mora AAC-LC 320kbps |

## タイアップ
| 曲名                 | タイアップ |
| -------------------- | --- |
| 「雪の降る街」       | 日本テレビ系『MIDNIGHTテレビシリーズ』枠内放送ドラマ『ゴースト 〜天国からのささやき シーズン3』前期エンディングテーマ |
| 「雪の降る街」       | 日本テレビ系『ハッピーMusic』 2012年2月度POWER PLAY                                                                   |
| 「冬のダイヤモンド」 | とちぎテレビ『Rock to the Future』 2012年3月度エンディングテーマ                                                      |